# I liga paragwajska w piłce nożnej (1938)
Mistrzem Paragwaju został klub Club Olimpia, natomiast wicemistrzem Paragwaju – Cerro Porteño.
Mistrzostwa rozegrano systemem każdy z każdym mecz i rewanż. Najlepszy w tabeli klub został mistrzem Paragwaju.
Z ligi nikt nie spadł i nikt do niej nie awansował.

## Primera División

### Wyniki
| Data             | Mecz |
| ---------------- | --- |
| ?? 1938          | Club Olimpia – Cerro Porteño 0:1 |
| 10 lipca 1938    | Cerro Porteño – Club River Plate 2:2 mecz przerwany w 86 minucie w momencie gdy klubowi Cerro Porteño przyznano rzut karny – pozostałe do końca 4 minuty dokończono 11 września; rzut karny z powodu niecelnego strzału nie został wykorzystany |
| 16 sierpnia 1938 | Cerro Porteño – Club Libertad wygrał klub Club Libertad przez pewien czas zwycięzcą meczu był klub Cerro Porteño, któremu przyznano walkower – później jednak decyzja ta została anulowana i przywrócono poprzedni wynik                        |
| 11 września 1938 | Cerro Porteño – Atlético Corrales 10:1 |

### Tabela końcowa sezonu 1938
| Poz | Klub                  | Punkty |
| --- | --------------------- | ------ |
| 1   | Club Olimpia          | 35     |
| 2   | Cerro Porteño         | 32     |
| 3   | Club Libertad         | 24     |
| 4   | Atlántida SC          | 21     |
| 5   | Club Nacional         | 19     |
| 6   | Atlético Corrales     | 19     |
| 7   | Club Guaraní          | 17     |
| 8   | Club Sol de América   | 17     |
| 9   | Club River Plate      | 14     |
| 10  | Club Presidente Hayes | 13     |
| 11  | Sportivo Luqueño      | 9      |

## Klasyfikacja strzelców w sezonie 1938
| Gole | Piłkarz       | Klub          |
| ---- | ------------- | ------------- |
| 17   | Martín Flor   | Cerro Porteño |
| 17   | Amado Salinas | Club Libertad |